# Wells Stabler
Wells Stabler (* 31. Oktober 1919 in Boston, Massachusetts; † 13. November 2009 in Washington, D.C.) war ein US-amerikanischer Diplomat, der unter anderem zwischen 1975 und 1978 Botschafter der Vereinigten Staaten in Spanien war.

## Leben
Wells Stabler, Sohn von Jordan Herbert Stabler (1885–1938) und Elizabeth Huidekoper Wells Stabler (1878–1953), wuchs in den USA sowie im Ausland wie in Venezuela auf, da sein Vater selbst zeitweise als Diplomat sowie seit 1927 für die Gulf Oil Company tätig war. Er besuchte zunächst die Fay School in Southborough und danach die Brooks School in North Andover und absolvierte anschließend ein Studium an der Harvard University, das er 1941 „cum laude“ abschloss. Anschließend trat er in den diplomatischen Dienst (Foreign Service) des US-Außenministeriums ein und war zunächst zwischen 1941 und 1943 Referent im Referat für Ecuador der Unterabteilung für Interamerikanische Angelegenheiten tätig. Nach einer kurzzeitigen Verwendung im Komitee für Nachkriegsprogramme (Post-War Programs Committee) fand er von 1944 bis 1948 Verwendung als Vizekonsul in Jerusalem. Er erlebte in dieser Zeit den Anschlag auf das King David Hotel am 22. Juli 1946 sowie den Palästinakrieg. 
Anschließend wurde Stabler am 18. Februar 1949 kommissarischer Geschäftsträger (Chargé d’Affaires ad interim) der Vertretung in Jordanien und bekleidete diese Funktion bis Februar 1950, als diese zur Gesandtschaft und Gerald A. Drew am 24. Februar 1950 erster Gesandter wurde. Nachdem er 1950 kurzzeitig Vertreter im UN-Treuhandrat gewesen war, war er zwischen 1950 und 1953 Referent im Referat Naher Osten (Bureau of Near East Affairs) und befasste sich dabei unter anderem mit Fragen zur Middle East Defense Organization (MEDO). Danach war er von 1953 bis 1957 Attaché für politische Angelegenheiten an der Botschaft in Italien. Nach seiner Rückkehr war er im Außenministerium zwischen 1957 und 1958 erst Referent für Ägypten, 1958 für kurze Zeit Referent für die Schweiz und die Beneluxstaaten sowie von 1959 bis 1960 Referent für Italien und Österreich. 1960 wechselte er an die Botschaft in Frankreich und war dort bis 1965 Attaché für politische Angelegenheiten.
Nachdem Wells Stabler von 1965 bis 1966 ein Seminar für höhere Diplomaten besucht hatte, war er von 1966 bis 1969 im Außenministerium Leiter des Referats Ostafrika (Director of the Office of Italy, Austria, Switzerland Affairs). 1969 kehrte er nach Rom zurück und war dort bis 1973 als Deputy Chief of Mission (DCM) Ständiger Vertreter des Botschafters der Vereinigten Staaten in Italien, Graham Martin. Im Anschluss fungierte er zwischen 1973 und 1975 als Deputy Assistant Secretary of State for European Affairs und damit als stellvertretender Leiter der Unterabteilung Europa im Außenministerium. Zuletzt wurde er am 20. Februar 1975 zum Botschafter der Vereinigten Staaten in Spanien ernannt und übergab dort am 13. März 1975 als Nachfolger von Horacio Rivero, Jr. seine Akkreditierung. Er verblieb auf diesem Posten bis zum 4. Mai 1978 und wurde daraufhin von Terence Todman abgelöst. Als Botschafter in Madrid erlebte er die Transition in Spanien, den Übergang der Macht von Diktator Francisco Franco auf König Juan Carlos I., und trat am 15. Oktober 1978 in den Ruhestand.
Stabler war von 1953 bis zu seinem Tode 2009 mit Emily Elizabeth Atkinson Stabler (1927–2018) verheiratet; er wurde auf dem Mount Auburn Cemetery in Cambridge bestattet.